# Juan Carlos Abril
Juan Carlos Abril (Los Villares, Jaén, 7 de enero de 1974) es un poeta y crítico literario español. 

## Biografía
Juan Carlos Abril se doctoró en Literatura Española con una tesis dirigida por Luis García Montero sobre la poesía de José Manuel Caballero Bonald, y actualmente ejerce la docencia como profesor titular en el Departamento de Didáctica de la Lengua y la Literatura de la Universidad de Granada. Ha residido durante varios años en Exeter, al sudoeste de Inglaterra, en la Provenza francesa, en Milán, Roma y en Nicaragua. Ha impartido cursos de escritura creativa, conferencias, seminarios y talleres sobre poesía española e hispanoamericana contemporánea en países como España, Italia, Rumanía, Túnez, Argelia, México, EE. UU., Puerto Rico, Honduras, Guatemala, Nicaragua o Ecuador, entre otros, colaborando con los Centros Culturales de España en esos países, y con otras instituciones y universidades. Sus poemas han sido traducidos al italiano, francés, portugués, inglés, griego, rumano, árabe o armenio, entre otros. Desde 2010 codirige junto a Luis García Montero el curso de verano de poesía de la Universidad Internacional de Andalucía, con sede en Baeza. El 20 de junio de 2022 ingresó a la Academia Hondureña de la Lengua como miembro correspondiente por España.
Ha publicado crítica literaria y poemas en diversas revistas como Ínsula, Cuadernos Hispanoamericanos, Signa, Epos, Historia y Política, Rilce, Letras de Deusto, La Estafeta del Viento, Litoral, El Maquinista de la Generación, Analecta Malacitana, RevistAtlántica, Clarín, Campo de Agramante, Cuadernos del Matemático, La Manzana Poética, Estudios Humanísticos. Filología, Lectura y Signo, El genio maligno, Periódico de Poesía, Turia, Estación Poesía, Nayagua, Revista de Literatura, o Castilla. Estudios de literatura. Dirige la revista Paraíso.

## Publicaciones

### Poesía
- Un intruso nos somete, Granada: Universidad, 1997, ISBN 978-84-338-2322-9; reeditado en Castellón: Ellago, 2004, ISBN 978-84-95881-33-5. Premio Federico García Lorca 1996.
- El laberinto azul, Madrid: Rialp, col. Adonáis, 2001, ISBN 978-84-321-3337-4. Accésit del Premio Adonáis en 2000.
- Crisis, Valencia: Pre-Textos, col. Poesía, 2007, ISBN 978-84-8191-794-9.[6]
- Poesía (1997-2007), Ciudad de México: Ediciones El Tucán de Virginia, 2013, ISBN 978-607-8276-11-0.
- Esperar es un camino. Antología poética (1997-2016), San José: Editorial Casa de Poesía, 2016, ISBN 978-9968-675-82-6.
- En busca de una pausa, Valencia: Pre-Textos, col. La Cruz del Sur, 2018, ISBN 978-84-17143-61-9; segunda edición, 2020.[7]
- Bandera blanca. Antología poética (1997-2020), Buenos Aires: Buenos Aires Poetry, 2021, ISBN 978-987-4197-68-9.
- Exilio involuntario. Antología poética (1997-2022), Tegucigalpa: Cisne Negro, 2022, ISBN 978-99979-862-7-6.
- Arpa al rescate. Antología poética (1997-2022), Guayaquil: El Quirófano Ediciones, 2023, ISBN 978-9942-44-134-8.
- Poesía reunida (1997-2023), Valencia: Pre-Textos, col. La Cruz del Sur, 2024, ISBN 978-84-19633-77-4.[8]
- Mi vida. Antología poética (1997-2023), Ciudad de México: Círculo de Poesía, 2024, ISBN 978-607-8989-16-4.

### Ensayo
- Lecturas de oro. Un panorama de la poesía española, Madrid: Bartleby Editores, col. Miradas, 2014, ISBN 978-84-92799-80-0.
- El habitante de su palabra. La poesía de José Manuel Caballero Bonald (1952-2015), Madrid: Visor, col. Biblioteca Filológica Hispana, 2018, ISBN 978-84-9895-204-9.
- Panorama para leer. Un diagnóstico de la poesía española, Madrid: Bartleby Editores, col. Miradas, 2020, ISBN 978-84-120132-8-3.
- La tercera vía. La poesía española entre la tradición y la vanguardia, Valencia: Pre-Textos, col. Hispánicas, 2024, ISBN 978-84-19633-78-1.

### Ediciones (Selección)
- Caballero Bonald, José Manuel: Copias rescatadas del natural, Granada: Atrio, 2006, ISBN 978-84-96101-46-3.
- Deshabitados, Granada: Diputación, col. Maillot Amarillo, 2008, ISBN 978-84-7807-470-9 (antología)
- El romántico ilustrado. Imágenes de Luis García Montero, Sevilla: Renacimiento, col. Iluminaciones, 2009, ISBN 978-84-8472-448-3 (con Xelo Candel Vila)
- García Montero, Luis: Canciones, Valencia: Pre-Textos, col. La Cruz del Sur / Antologías, 2009, ISBN 978-84-8191-991-2.
- Caballero Bonald, José Manuel: Estrategia del débil. Antología poética, Granada: Ayuntamiento, col. Granada Literaria, 2010, ISBN 978-84-92776-07-8.
- Rodríguez Núñez, Víctor: Intervenciones. Antología poética, Santander: La Mirada Creadora, 2010, ISBN 978-84-614-0929-7.
- Campos magnéticos. Veinte poetas españoles para el siglo XXI, Ciudad de México-Monterrey: La Otra Libros-Universidad Autónoma de Nuevo León, 2011, ISBN 978-607-8167-01-2.
- Gramáticas del fragmento. Estudios de poesía española para el siglo XXI, Granada: Asociación Cultural Cancro, 2011, ISBN 978-84-937819-2-7.
- Morábito, Fabio: Ventanas encendidas. Antología poética, Madrid: Visor, 2012, ISBN 978-84-9895-807-2.
- Brines, Francisco: Aún no, Madrid: Bartleby Editores, 2012, ISBN 978-84-92799-25-1 (Epílogo de Juan Carlos Abril)
- Caballero Bonald, José Manuel: Marcas y soliloquios. Antología poética (1952-2012), Valencia: Pre-Textos, col. La Cruz del Sur / Antologías, 2013, ISBN 978-84-15576-49-5.
- Caballero Bonald, José Manuel: Material del deseo. Antología poética, Ciudad de México-Monterrey: La Otra Libros-Universidad Autónoma de Nuevo León, 2013, ISBN 978-607-8167-15-9
- Hernández Molina, Tomás: Tres veces vino y se fue el invierno. Antología (2004-2009), Jaén: Diputación, Instituto de Estudios Giennenses, 2013, ISBN 978-84-92876-26-6.
- García Montero, Luis: El desorden que soy. Antología poética, Quito: Ediciones de la Línea Imaginaria, 2013, ISBN 978-9978-62-734-1.
- Cabanillas, José Julio: Vigilia. Antología poética, Sevilla: Renacimiento, col. Antologías, 2014, ISBN 978-84-8472-856-6.
- García Montero, Luis: Habitaciones separadas (20 años sí es algo), Madrid: Visor, 2014, ISBN 978-84-9895-870-6. (Prólogo de Jesús García Sánchez)
- Deltoro, Antonio: Poesía reunida (1979-2014), Madrid: Visor, 2015, ISBN 978-84-9895-934-5. Hay edición mexicana Visor/Conaculta, ISBN 978-607-745-284-3.
- Brines, Francisco: Jardín nublado. Antología poética, Valencia: Pre-Textos, col. La Cruz del Sur / Antologías, 2016, ISBN 978-84-16453-47-4.
- Caballero Bonald, José Manuel: Un sustantivo mundo. Antología poética (1952-2015), Ciudad de Guatemala: Catafixia Editorial, 2017, ISBN 978-9929-591-46-2.
- Para la libertad. Estudios sobre Miguel Hernández, Jaén: Diputación, 2018, ISBN 978-84-15583-37-0. (con Luis García Montero)
- Hablar de poesía. Reflexiones para el siglo XXI, Málaga: Diputación, Centro Cultural Generación del 27, 2019, ISBN 978-84-17457-18-1. (con Luis García Montero)
- Lara, Omar: En el corazón de las cosas. Antología poética, Madrid: Polibea, col. Toda la Noche Oyeron..., 2020, ISBN 978-84-121286-7-3.
- Álvarez, María Auxiliadora: La mañana imaginada. Antología poética (2021-1978), Valencia: Pre-Textos, col. La Cruz del Sur, 2021, ISBN 978-84-18178-75-7.
- Pellicer, Carlos: Soledad de soledades. Antología poética, Valencia: Pre-Textos, col. La Cruz del Sur, 2023, ISBN 978-84-19633-51-4.

### Traducciones (Selección)
- Gezzi, Massimo: El instante después, Torrelavega: Quálea, 2012, ISBN 978-84-938512-4-8.

Con Stéphanie Ameri:
- Marinetti, Filippo Tommaso: Los Indomables, Castellón: Ellago, 2007, ISBN 978-84-96720-13-8.
- Pasolini, Pier Paolo: Las cenizas de Gramsci, Madrid: Visor, 2009, ISBN 978-84-9895-732-7.
- Salgari, Emilio: La bohemia italiana, Torrelavega: Quálea, 2015, ISBN 978-84-944287-1-5. (Prólogo de Juan Carlos Abril)

### Antologías (Selección)
Poemas suyos están incluidos en las antologías más representativas de poesía española contemporánea
- 10 menos 30. La ruptura interior en la «poesía de la experiencia», de Luis Antonio de Villena, ed., Valencia: Pre-Textos, 1997.
- Yo es otro. Autorretratos de la nueva poesía, de Josep M. Rodríguez, ed., Barcelona: DVD Ediciones, 2001.
- Veinticinco poetas españoles jóvenes, de Ariadna G. García, Guillermo López Gallego, y Álvaro Tato, coords., Madrid: Hiperión, 2003.
- La inteligencia y el hacha (Un panorama de la Generación poética de 2000), de Luis Antonio de Villena, ed., Madrid: Visor, 2010.
- Antología de la poesía española en la segunda mitad del siglo XX, de Álvaro Salvador y Erika Martínez, eds., Ciudad de México: Universidad Nacional Autónoma de México, 2011.
- Centros de gravedad. Poesía española en el siglo XXI (Una antología), de José Andújar Almansa, ed., Valencia: Pre-Textos, col. La Cruz del Sur, 2018.

## Premios y reconocimientos (Selección)
- 1996 Premio Federico García Lorca.
- 2000 Accésit del Premio Adonáis de Poesía.[9]
- 2011 XIX Premio de Poesía Manuel Alcántara.[10]
- 2011 Segundo premio en Premios del Tren Antonio Machado de Poesía, Fundación de Ferrocarriles Españoles.
- 2022 Miembro correspondiente por España de la Academia Hondureña de la Lengua.
- 2023 Premio «Eugen Simion» de Crítica e Historia Literaria, Academia Rumana, Suceava (Rumanía).
- 2023 Premio Internacional de Literatura Ileana Espinel Cedeño a la Trayectoria Editorial, XVI Festival Internacional de Poesía de Guayaquil (Ecuador).